# Кокран, Эдди
Э́двард Рэ́ймонд Ко́кран (англ. Edward Raymond Cochran; известный как Эдди Ко́кран (англ. Eddie Cochran); 3 октября 1938, Альберт-Ли, США — 17 апреля 1960, Бат, Англия) — американский певец, композитор, гитарист раннего рок-н-ролла. В 1987 году включён в Зал славы рок-н-ролла.

## Биография
Эдди Кокран родился в Альберт-Ли, штат Миннесота. С детства он увлекался кантри и вместе со своим другом Хэнком Кокраном (однофамилец) в середине 1950-х годов организовал дуэт под названием The Cochran Brothers. В 1955—56 годах вышли их первые пластинки.
Появление Элвиса Пресли убедило Эдди поменять стиль своей музыки. В 1956 году он познакомился с композитором Джерри Кейпхартом, который стал его менеджером; оба решили, что надо попробовать записываться самостоятельно.
Первый сольный сингл Эдди Кокрана — «Skinny Jim» — издан летом 1956 года маленькой фирмой Crest. Во время звукозаписывающей сессии в июле того же года в студию зашёл кинопродюсер Борис Петров, который, услышав игру Кокрана, предложил ему сняться в музыкальном фильме о рок-н-ролле «Эта девушка не может иначе» (англ. The Girl Can't Help It). Кокран тут же записал песню «Twenty-Flight Rock», с которой он появился в фильме. Через месяц он подписал контракт с фирмой Liberty. В начале 1957 года вышел его первый хит — сингл «Sittin’ in the Balcony». Вскоре вышла первая долгоиграющая пластинка Кокрана, альбом «Singin’ to My Baby», в основном состоящий из поп-баллад, записанных в сопровождении эстрадного хора и оркестра. Таково было решение боссов фирмы, считавших, что блюзы не будут пользоваться коммерческим спросом. Песни Кокрана стали классикой рокабилли: «Summertime Blues» (1958), «C’mon Everybody» (1958), «Somethin’ Else» (1959). В 1959 году он записал эмоциональную балладу «Three Stars», посвящённую гибели Бадди Холли, Ричи Валенса и Биг Боппера.
Весной 1960 года Эдди Кокран вместе с Джином Винсентом поехал на гастроли в Великобританию, где дал серию успешных концертов. Поздним вечером 16 апреля такси, в котором ехали Эдди Кокран, его невеста Шарон Шили (также бывшая автором многих его песен) и Джин Винсент, на полной скорости врезалось в фонарный столб около Чиппенхэма в графстве Уилтшир. Все находящиеся в автомобиле были доставлены в больницу города Бат, однако выжить не удалось лишь Эдди Кокрану. Он умер на следующий день, 17 апреля, в возрасте 21 года. Похоронен на территории мемориального парка Forest Lawn в округе Ориндж, Калифорния.
На месте автокатастрофы в те годы служил полицейским Дэйв Ди.

## Влияние
За свою короткую карьеру стал одним из основоположников стиля рокабилли и оказал большое влияние на рок-музыку. Его стремление к совершенству звука вынуждало его перезаписывать свои песни. Для своих записей он специально модифицировал электрогитары (его любимыми были «Gretsch 6120»). Парадоксальным образом, Кокран всегда пользовался большей популярностью в Великобритании, чем в США. Песни Кокрана исполняли множество групп: The Beatles, T. Rex, Led Zeppelin, The Beach Boys, The Who, Sex Pistols, Stray Cats,  UFO. Большая часть его песен была издана после смерти.

## Дискография

### Синглы
Указаны только оригинальные американские синглы (переиздания исключены), изданные при жизни Кокрана. Первые синглы на EKKO Records (1955—56) выпущены под именем Cochran Brothers.
| Год  | Название                                        | Лейбл   |
| ---- | ----------------------------------------------- | ------- |
| 1955 | Mr Fiddle / Two Blue Singin' Stars              | EKKO    |
| 1955 | Your Tomorrows Never Come / Guilty Conscience   | EKKO    |
| 1956 | Walkin' Stick Boogie / Rollin'                  | EKKO    |
| 1956 | Tired And Sleepy / Fool’s Paradise              | EKKO    |
| 1956 | Skinny Jim / Half Loved                         | Crest   |
| 1957 | Sittin' In The Balcony / Dark Lonely Street     | Liberty |
| 1957 | Mean When I’m Mad / One Kiss                    | Liberty |
| 1957 | Drive-In Show / Am I Blue                       | Liberty |
| 1957 | Twenty-Flight Rock / Cradle Baby                | Liberty |
| 1958 | Jeannie, Jeannie, Jeannie / Pocketful Of Hearts | Liberty |
| 1958 | Pretty Girl / Teresa                            | Liberty |
| 1958 | Summertime Blues / Love Again                   | Liberty |
| 1958 | C’mon Everybody / Don’t Ever Let me Go          | Liberty |
| 1959 | Teenage Heaven / I Remember                     | Liberty |
| 1959 | Somethin' Else / Boll Weevil Song               | Liberty |
| 1959 | Hallelujah, I Love Her So / Little Angel        | Liberty |
| 1960 | Three Steps To Heaven / Cut Across Shorty       | Liberty |

### Альбомы
В данной дискографии указаны избранные официальные американские альбомы (при жизни у Кокрана вышел всего один студийный альбом), являющиеся значительными в дискографии певца.
| Год       | Название                                               | Примечания |
| --------- | ------------------------------------------------------ | --- |
| 1957      | Singin’ to My Baby                                     | Студийный альбом |
| 1960      | 12 of His Biggest Hits                                 | Сборник хитов |
| 1962      | Never to Be Forgotten                                  | Сборник |
| 1972 1979 | On The Air Singles Album                               | Сборник записей с выступлений на радио и телевидении, включая интервью Сборник                                             |
| 1988      | Eddie Cochran Box Set                                  | Собрание редких песен, записей с концертов, студийных дублей (6 пластинок)                                                 |
| 1988      | The Early Years                                        | Сборник ранних песен 1955—56 гг., записанных в составе Cochran Brothers                                                    |
| 1989      | The EP Collection                                      | Сборник песен с мини-альбомов (EP)                                                                                         |
| 1998      | Somethin' Else: The Fine Lookin' Hits of Eddie Cochran | Сборник хитов |
| 2003      | Rockin' It Country Style                               | Сборник самых первых записей 1953—55 гг.                                                                                   |
| 2003      | Don’t Forget Me                                        | Сборник редких записей и неизданных ранее студийных дублей                                                                 |
| 2003      | Forever Rockin'                                        | Диск 1: записи с концерта в Уэмбли (Великобритания) и телевыступлений 1960 г.; диск 2: ранние записи 1955—56 гг. (2 диска) |